# Margherita Ward
Margaret Ward (Congleton, 1550 circa – Tyburn, 30 agosto 1588) fu una donna inglese, condannata a morte durante le persecuzioni anti-cattoliche di Elisabetta I. È venerata come santa dalla Chiesa cattolica e ricordata come una dei santi quaranta martiri di Inghilterra e Galles.

## Biografia
Margherita nacque da una distinta famiglia inglese. Durante l'adolescenza lasciò il paese natio, Congleton, nel nord-ovest dell'Inghilterra, per trasferirsi a Londra, dove lavorò al servizio della nobile signora Whittle come dama di compagnia. La signora Whittle, che professava la fede cattolica, spesso ospitava sacerdoti che avevano bisogno di un rifugio sicuro. Fu in questo ambiente che apprese della prigionia di don William Watson, sacerdote cattolico rinchiuso a Bridewell, dove veniva regolarmente picchiato dai carcerieri e tormentato dagli altri prigionieri, che volevano imporgli di abiurare la fede cattolica.
Margherita decise di aiutare don William a fuggire. Iniziò a fargli visita quotidianamente. All'inizio i carcerieri la perquisivano accuratamente, sia in ingresso che in uscita. Poi, col passare dei giorni, i controlli si fecero più blandi. La Ward riuscì così a passare a Watson una corda. Con questa corda Watson si calò dalla finestra della sua cella. Quando la fuga fu scoperta, i carcerieri capirono subito chi aveva portato di nascosto la corda all'evaso, così Margherita Ward fu arrestata e messa in prigione in attesa di giudizio con l'accusa di tradimento.
Per giorni venne tenuta legata con pesanti catene, anche di notte, frustata a sangue e sospesa al soffitto per i polsi. Nonostante ciò non rivelò mai dove fosse il Watson. Il 26 agosto 1588 fu condotta davanti ad un tribunale locale. Interrogata dal giudice non negò nulla di quello che aveva fatto. Nonostante le minacce di ulteriori torture, si rifiutò di chiedere perdono alla regina Elisabetta, sostenendo di non aver fatto nulla di male. Aggiunse che, se la regina fosse stata una donna di buon cuore, avrebbe agito allo stesso modo.
Non abiurò mai la sua fede e non chiese mai la grazia alla regina. Venne così condannata a morte per impiccagione.
Margherita Ward fu impiccata il 30 agosto 1588 a Tyburn. Assieme a lei fu giustiziato l'irlandese John Roche (ora beato), che aveva partecipato al piano di fuga guidando la barca che trasferì Watson lontano dalla prigione. Fu eseguita la condanna a morte anche 
di un presbitero, Richard Leigh, e di tre giovani accusati di aver aiutato sacerdoti cattolici: Edward Shelley e Richard Martin (inglesi) e Richard Lloyd (gallese).

## Culto
Margherita Ward fu beatificata da Pio XI il 15 dicembre 1929 e fu canonizzata da Paolo VI il 25 ottobre 1970 nel novero dei Quaranta martiri inglesi e gallesi.
La commemorazione liturgica di Santa Margherita viene celebrata dalla Chiesa cattolica il 30 agosto.